# Óttarr svarti
Óttarr svarti (del nórdico antiguo: Óttarr el negro) fue un escaldo del siglo XI. Poeta en la corte de Olaf Skötkonung de Suecia, Olaf II el Santo de Noruega, Anund Jacobo y Canuto el Grande de Dinamarca. Sus poemas son testimonios contemporáneos del reinado de Olaf II y Canuto.
Óttarr era sobrino de Sigvatr Þórðarson, y sustentó su obra Höfuðlausn, como encomio de Óláfr Haraldsson, sobre la obra de Sigvatr Víkingarvísur, que relata los primeros años de incursiones vikingas del rey.

## Obra
1. Óláfsdrápa sœnska. Versos para el rey sueco Olof Skötkonung.
2. Höfuðlausn (o Hǫfuðlausn).
3. Knútsdrápa. Versos para canuto el Grande. Knútsdrápur compuesto por otros poetas, incluye aquellos de Sigvatr Þórðarson y Hallvarðr Háreksblesi.
4. Lausavísur.

Un estudio reciente sobre la rima popular London Bridge Is Falling Down desmintió la creencia que consagraba el folclore sobre un presunto ataque vikingo a Londres, relacionado a veces con una incursión en 1014 para justificar una estrofa de Höfuðlausn como fuente primaria más antigua.